# Mount Stewart (County Down)

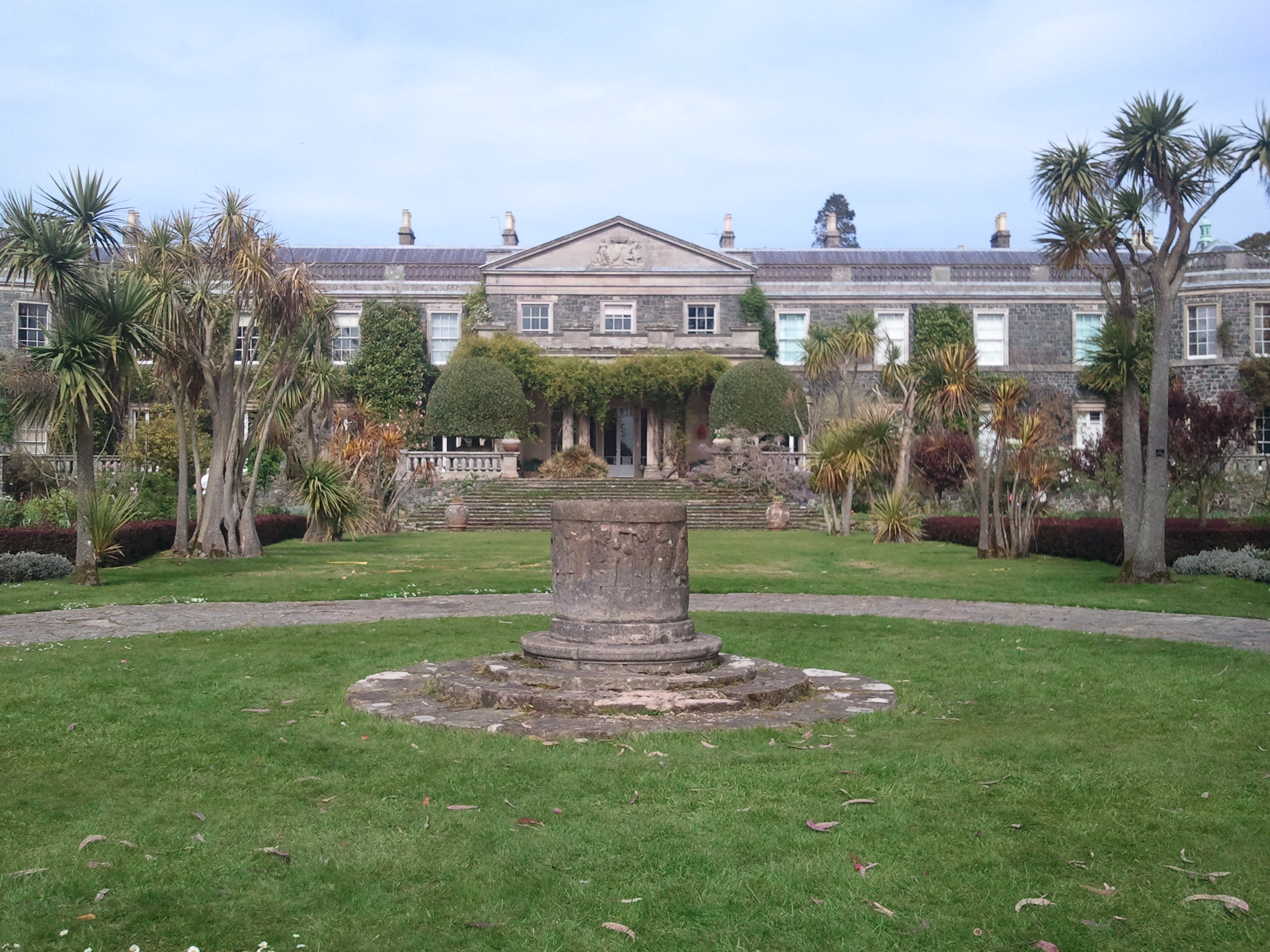
Mount Stewart im April 2011

Mount Stewart (irisch Moin Stíobhaird) ist ein Herrenhaus mit Garten im nordirischen County Down. Das im 18. Jahrhundert gebaute Haus liegt am Ostufer des Strangford Lough, einige Kilometer außerhalb der Stadt Newtownards in der Nähe des Dorfes Greyabbey. Es war der irische Sitz der Familie Vane-Tempest-Stewart, Marquesses of Londonderry. Heute wird das als historisches Gebäude Grad A gelistete Haus von National Trust verwaltet. Das Haus und seine Einrichtung zeigen die Geschichte der Familie Vane-Tempest-Stewart, die eine führende Rolle in britischen und irischen Gesellschaft und Politik spielten.

## Geschichte
Mount Stewart wurde von der Familie Stewart (später: Vane-Tempest-Stewart), gestaltet, die seit 1816 den Titel des Marquess of Londonderry führten. Die Familie kaufte das Anwesen 1744 mit Geld, das Alexander Stewart (1699–1781) erwirtschaftet hatte. Seinen Reichtum erwarb er mit dem Textilhandel, besonders dem Handel mit Leinen. Damals hieß das Haus Mount Pleasant.
Alexander Stewarts Sohn, Robert Stewart, wurde zum ersten Marquess of Londonderry erhoben. Um 1800 ließ er einen Westflügel anbauen. Er starb 1821 und hinterließ das Haus seinem Sohn, der ebenfalls Robert hieß, besser bekannt als Viscount Castlereagh war und als einer von Großbritanniens bekanntesten Amtsinhabern das Amt des Außenministers bekleidete. Castlereagh verbrachte seine Kindheit in Mount Stewart, bis er an die University of Cambridge ging.

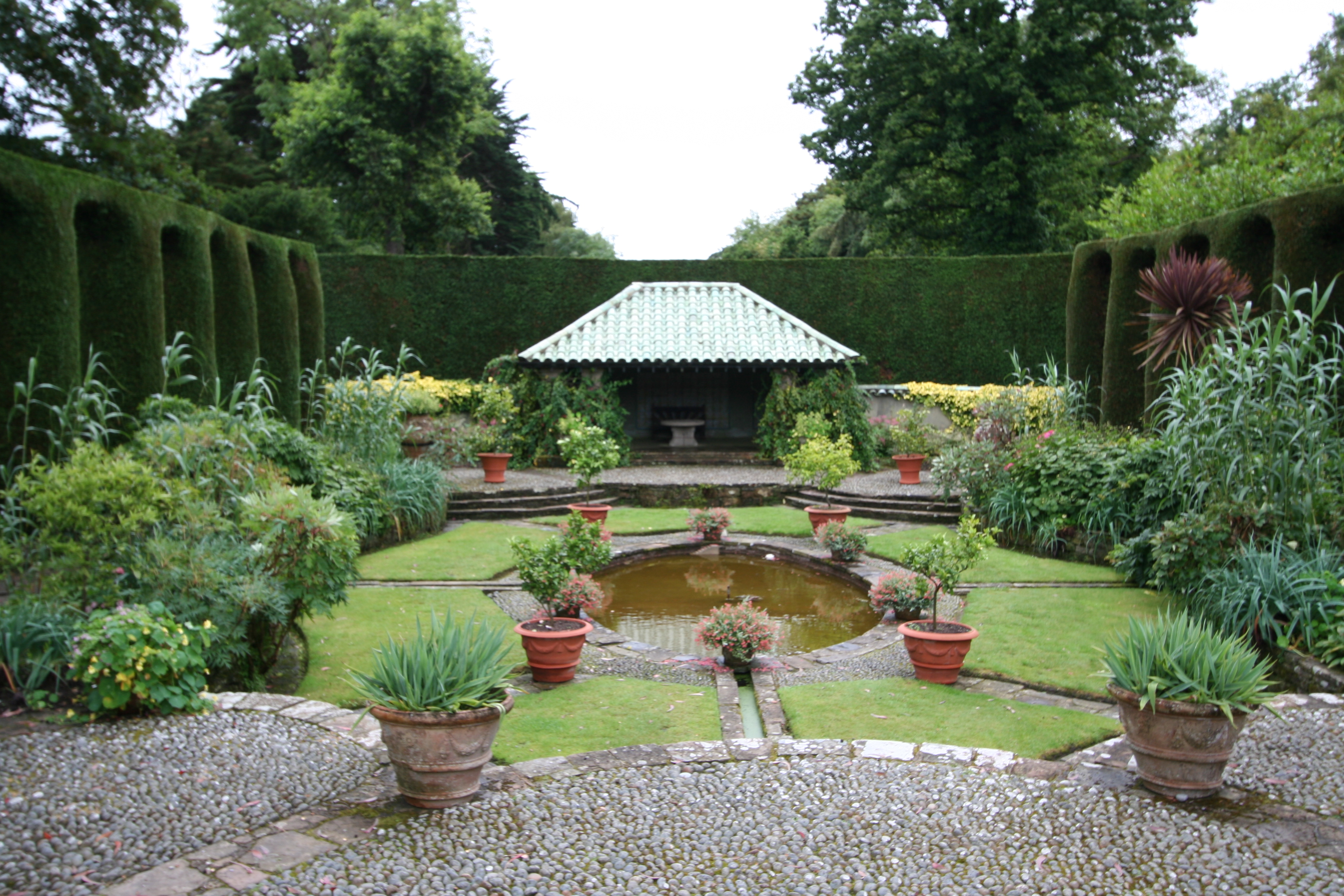
Spanischer Garten

Lord Castlereagh erbte den Titel seines Vaters nur ein Jahr vor seinem eigenen Tod. Der nächste Besitzer des Hauses war sein Halbbruder Charles Vane (1778–1854). Er heiratete zweimal und seine zweite Ehe vergrößerte das Familienvermögen deutlich. Seine zweite Gattin war Lady Frances Anne Vane-Tempest. Sie war die bekannteste Erbin ihrer Zeit. Dies veranlasste die Neueinrichtung und den Ausbau des nun neu benannten Mount Stewart. Während die Londonderrys £ 150.000 in die Neueinrichtung ihres Familiensitzes investierten, spendeten sie nur £ 30 für die Bekämpfung der großen Hungersnot in Irland in den 1840er-Jahren, obwohl ihre Ländereien von der Hungersnot direkt betroffen waren. Dies wirft ein Schlaglicht auf die Unmenschlichkeit, die damals in Irland vorherrschte. Dieser Umbau führte zum heutigen Äußeren von Mount Stewart. Das kleine georgianische Haus und der kleine Portikus am Westflügel wurden abgerissen und das Haus auf 11 Joche erweitert. An der Eingangsfassade wurde in der Mitte ein riesiger Portikus angebaut und ein kleinerer „halber Portikus“ wurde an der anderen Seite hinzugefügt.
Die Heirat verschaffte der Familie auch viel des heutigen Vane-Tempest-Eigentums, auch Ländereien. Wynyard Park in County Durham wurde ebenfalls im klassizistischen Stil umgebaut. Das Paar kaufte Seaham Hall, ebenfalls in County Durham, und später Holdernesse House an Londons Park Lane. Letzteres wurde später in Londonderry House umbenannt.
Der 4. Marquess of Londonderry heiratete die Witwe von Viscount Powerscourt und lebte in ihrem Haus Powerscourt Gardens bei Dublin. Der 5. Marquess lebte im ererbten Anwesen seiner Gattin, Plas Machynlleth in Wales und ihr Sohn, der 6. Marquess, lebte in Wynyard Hall. Diese lange Periode der Vernachlässigung zerstörte Mount Stewart fast.
Der 7. Marquess (1878–1949), ein bekannter UUP-Politiker, und seine Gattin brachten neues Leben in das Haus und sein einfach gestaltetes Anwesen. Das ererbte Haus der Marchioness of Londonderry war das schottische Dunrobin Castle. Die Gärten dieses Schlosses inspirierten die Gestalter derer von Mount Stewart. Sie ließ auch einen Großteil der Inneneinrichtung umgestalten, z. B. den riesigen Salon, das Raucherzimmer, das Castlereagh-Zimmer und viele der Schlafräume für Gäste. Letztere benannte sie nach europäischen Städten, z. B. Rom oder Moskau.

### Die Gärten

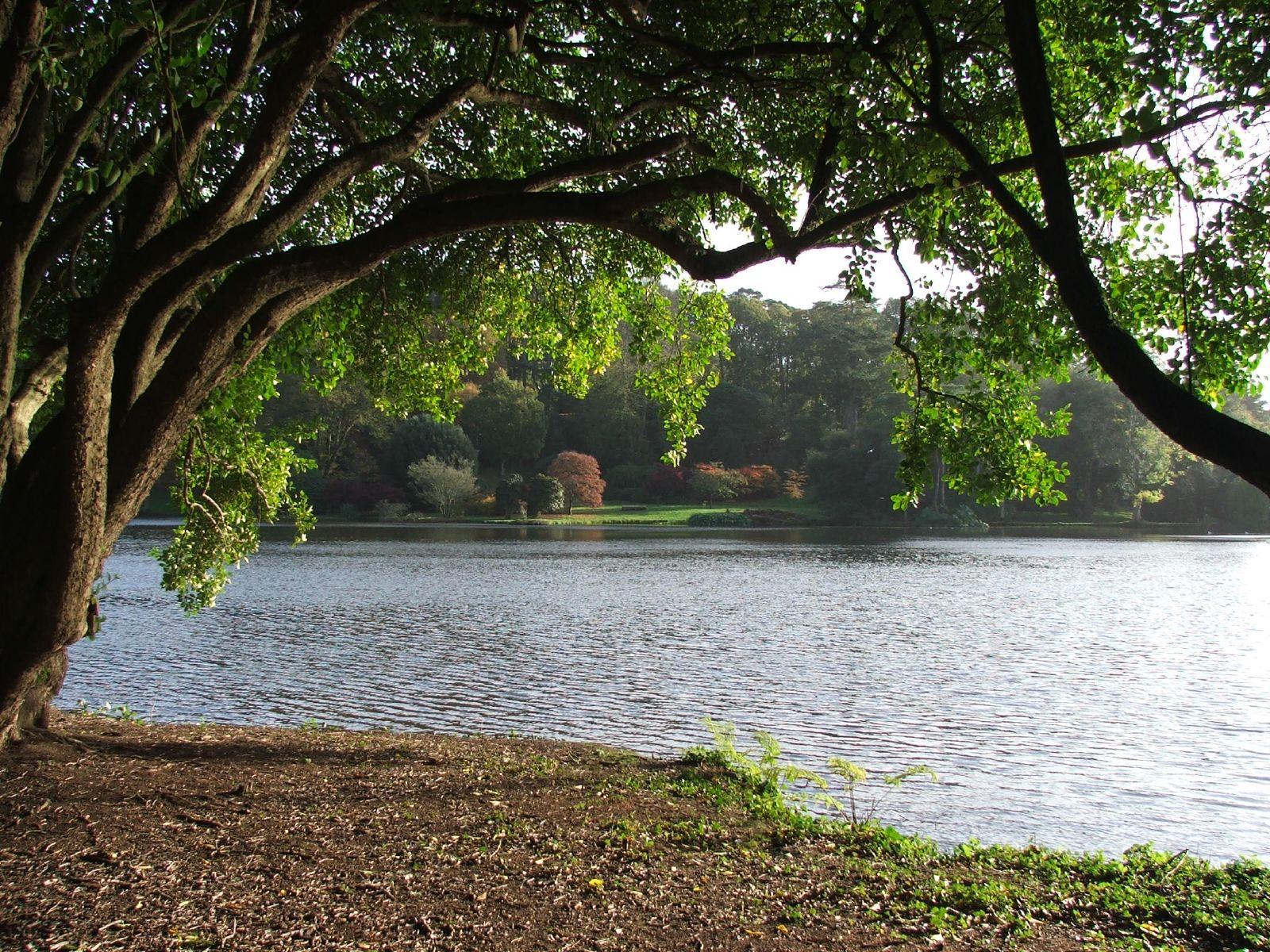
Der See in Mount Stewart

Nach der Inneneinrichtung des Hauses ließ die Marchioness die Gärten so verschwenderisch wie möglich umgestalten. Vor der Nachfolge ihres Gatten als Marquess 1915 waren die Gärten einfache Rasenflächen mit großen Ziertöpfen. Sie ließ den Shamrock Garden und den Sunken Garden hinzufügen, den See vergrößern, den Spanischen Garten mit einer kleinen Hütte, den Italienischen Garten, die Dodo-Terrasse mit ihrer „Menagerie“ aus Zementfiguren und einen Springbrunnenteich hinzufügen und Spazierwege im Lily Wood und dem Rest des Anwesens anlegen. 1957 stiftete sie die Gärten dem National Trust.

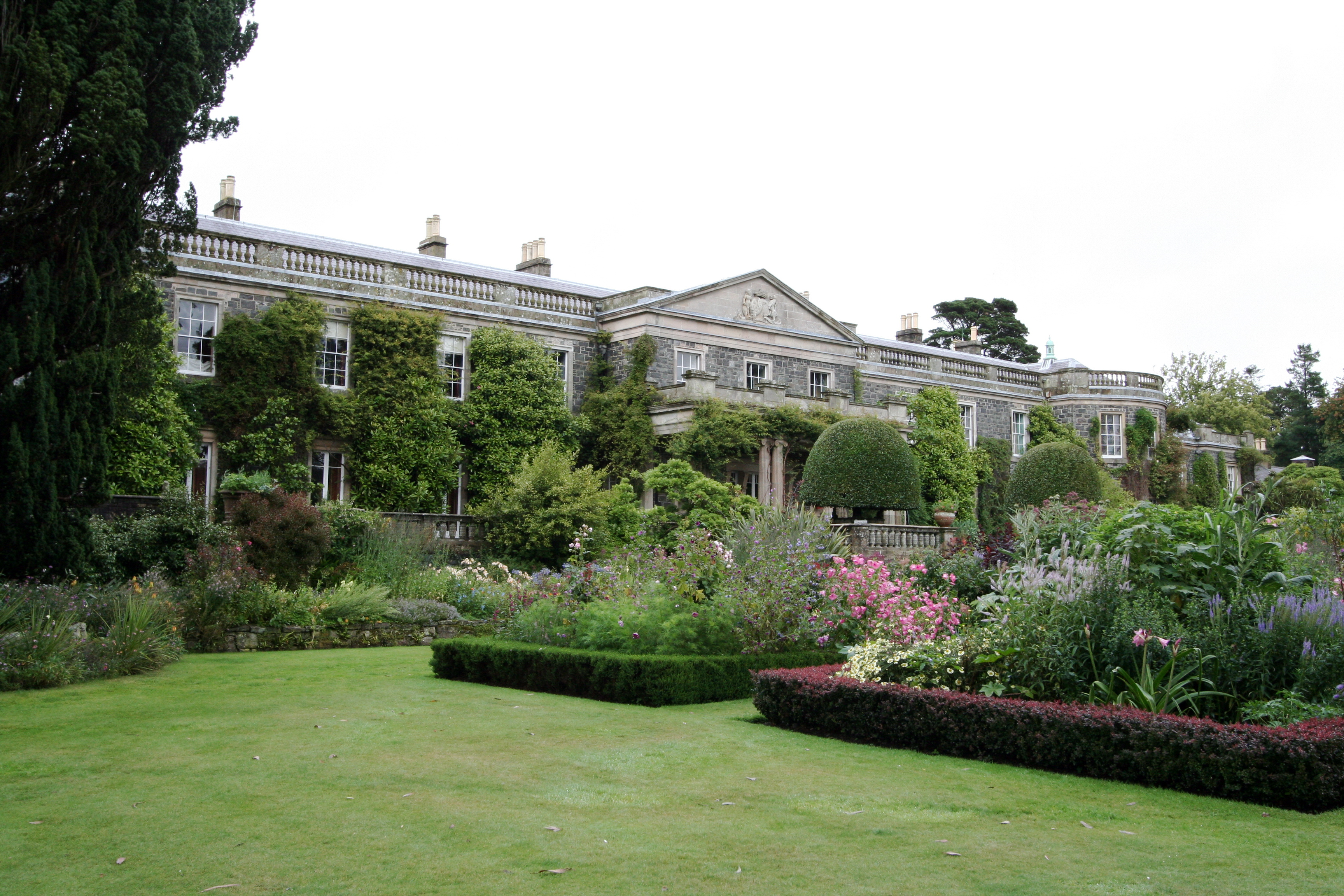
Charakteristisch luxuriöse Pflanzung, eingefasst in formelle Randhecken

### Der National Trust
Der National Trust übernahm die Gärten 1957. Die letzte Hauserbin (und der letzte Nachkomme des 7. Marquess), Lady Mairi Bury (geb. Vane-Tempest-Stewart, Witwe von Viscount Bury), überließ das Haus und den größten Teil seiner Inneneinrichtung 1977 ebenfalls dem National Trust. Der National Trust betreibt das Anwesen unter dem Namen „Mount Stewart House, Garden & Temple of the Winds“. Lady Mairi Bury war das letzte Mitglied der Familie Londonderry, das in Mount Stewart lebte, und das letzte Mitglied der anglo-irischen Familie in Irland. Sie starb, 88 Jahre alt, am 18. November 2009 in Mount Stewart.
1999 wurden die Gärten von Mount Stewart in die britische „Versuchsliste“ von Anwesen für eine mögliche Nominierung als UNESCO-Welterbe aufgenommen.
2015 schloss der National Trust die umfangreiche Restaurierung des Hauses und seiner Inneneinrichtung ab, 2019 wurde Mount Stewart von rund 240.000 Personen besucht. 2024 betrug die Besucherzahl etwa 210.000 Personen.

## Das Haus
Mount Stewart hat viele gute, aber auch viele schlechte Zeiten gesehen. Zu Lebzeiten des 3. Marquess wurde es fast durchgehend genutzt und umfangreich zum Hauptfamiliensitz ausgebaut. Es wurde grundlegend ausgebaut und um Räume ergänzt, die die wachsende Kunstsammlung, Möblierung und anderen Schätze der Familie aufnehmen konnten. Wichtigster Raum war und ist immer noch der Salon. Von dort aus hat man einen Überblick über die wichtigsten Gärten und früher sah man von dort auch Strangford Lough. Ein anderer wichtiger Raum war das Speisezimmer, das zur Frontfassade zeigt und früher fast doppelt so groß war wie heute. Irgendwann nach seiner Anlage und verschwenderischen Ausstattung wurde es umgebaut, um eine neue Küche zu schaffen. Einer der erstaunlichsten Räume von Mount Stewart ist die Privatkapelle. Dieses versteckte Kleinod ist ein doppelt hoher Raum mit bunten Glasfenstern und italienischen Wandmalereien.

## Das Anwesen

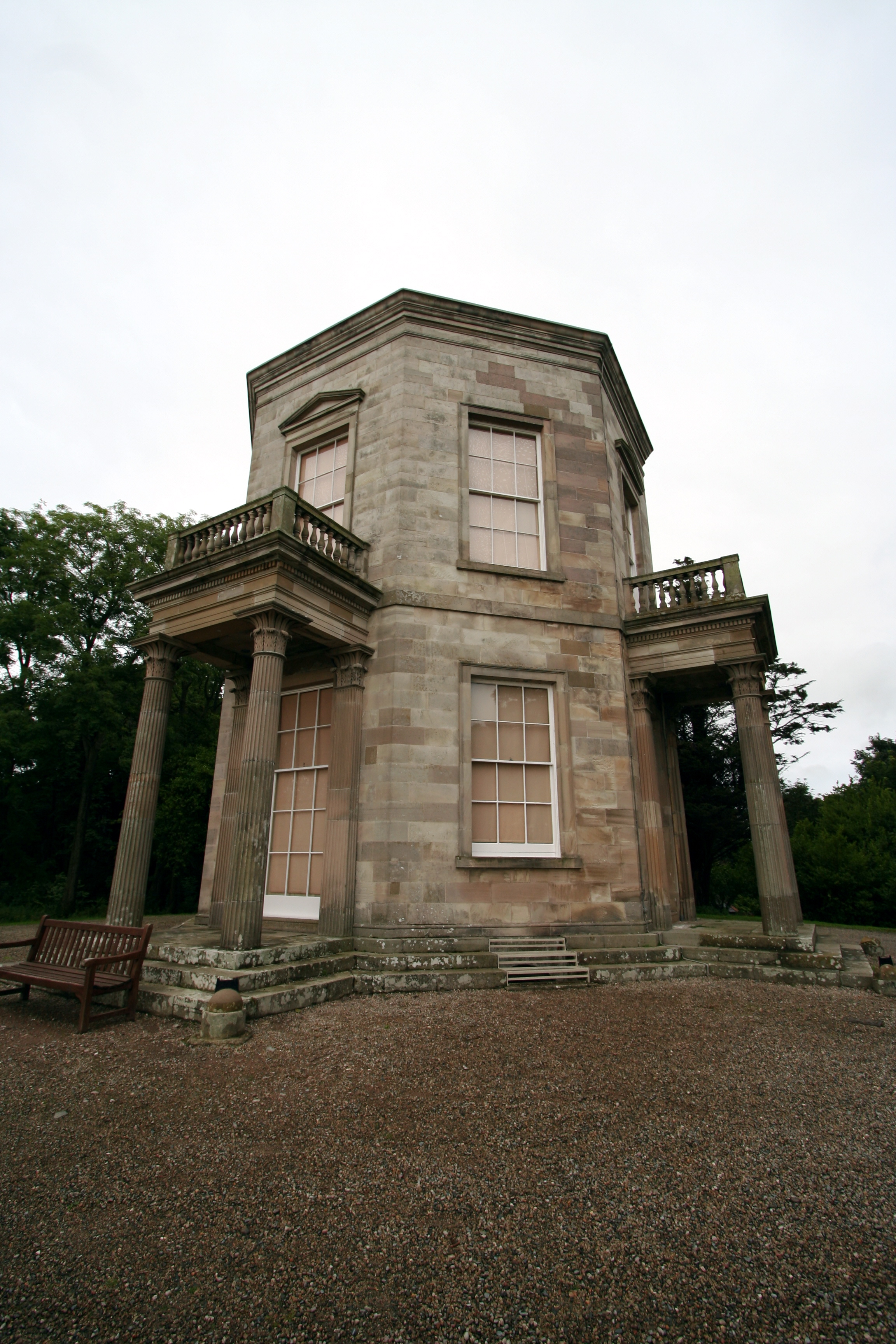
Tempel der Winde

Das heutige Anwesen von Mount Stewart erstreckt sich über 40 Hektar und beherbergt einen großen See und viele Denkmäler.

### Tempel der Winde
Dieses achteckige Bauwerk wurde durch die Grand Tour, die der 1. Marquess in seiner Jugendzeit unternahm, inspiriert. Viele Landhäuser im Vereinigten Königreich haben Nachbauten der „Tempel“, die ihre Besitzer auf ihren Touren in den Mittelmeerraum gesehen hatten. Der in Mount Stewart ähnelt denen in Shugborough Hall und West Wycombe Park. Es wurde vom Architekten James 'Athenian' Stuart 1782/83 nach dem Vorbild der Turm der Winde in Athen entworfen.

### Tír na nÓg
Als Tír na nÓg, irisch für „Land der Jungen“, wird das Grabfeld der Vane-Tempest-Stewarts bezeichnet. Der 7. Marquess und seine Gattin Edith, Lady Londonderry, liegen hier begraben, umgeben von Statuen irischer Heiliger. Im November 2009 wurde hier auch ihre Tochter, Lady Mairi Bury, begraben.